# Bathymedon langsdorfi
Bathymedon langsdorfi är en kräftdjursart som beskrevs av Gurjanova 1951. Bathymedon langsdorfi ingår i släktet Bathymedon och familjen Oedicerotidae. Inga underarter finns listade i Catalogue of Life.